# Comité voor de Onafhankelijkheid van Georgië

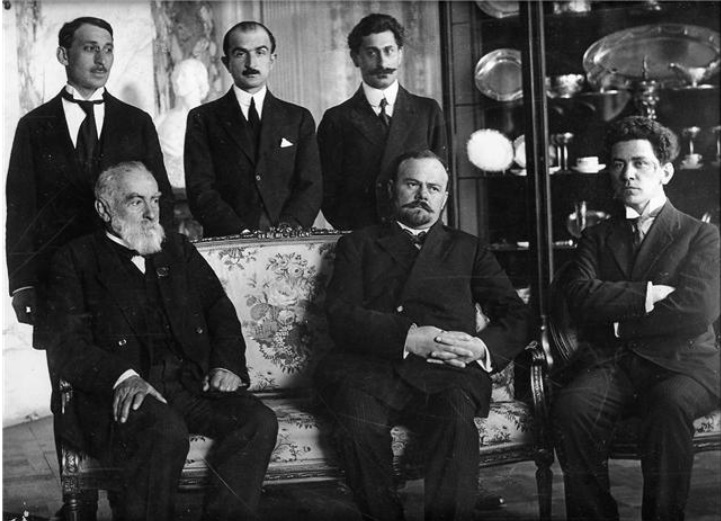
De organisatie legde het fundament voor de Duits-Georgische relaties. Op de foto twee hoofdrolspelers als lid van een Georgische diplomatieke delegatie in Berlijn (1918): staand Giorgi Matsjabelli (m) en Micheil Tsereteli (r).

Het Comité voor de Onafhankelijkheid van Georgië (Georgisch: დამოუკიდებელი საქართველოს კომიტეტი, Damo'oekidebeli Sakartvelos Komiteti) of Georgisch Comité was een politieke vereniging van Georgische emigranten en studenten in Duitsland. Het comité werd in september 1914 na het begin van de Eerste Wereldoorlog opgericht met steun van het Duitse Rijk. Het doel een revolutie teweeg te brengen in Georgië en de hele Kaukasus en het omverwerpen van de Russische overheersing in Georgië en het herstel van de onafhankelijkheid onder Duitse bescherming.
Het Comité werd aanvankelijk door Petre Soergoeladze en later door Micheil Tsereteli voorgezeten. Onder de leden bevonden zich prins Giorgi Matsjabelli, Leo Kereselidze, Giorgi Kereselidze en de bei Meliton Kartsivadze. Het Comité werd gefinancierd door de Duitse Geheime Dienst voor de Oriënt en de Duitse generale staf en was in eerste instantie gevestigd in Berlijn. Het had vestigingen in Oostenrijk-Hongarije en het Ottomaanse Rijk. Tijdens de Kaukasusveldtocht in de Eerste Wereldoorlog verhuisde het hoofdkwartier van Berlijn naar het Turkse Samsun (1916–1917) en daarna naar het dichter bij Georgië gelegen Giresun (1917–1918).
In 1915 was het Comité betrokken bij de oprichting van het Georgische Legioen. Leo Kereselidze werd de Georgiër met de hoogste rang in dit legioen. Na de Russische februarirevolutie van 1917 reisden afgevaardigden van het Comité naar Georgië, waar ze hoopten politieke partijen tot een opstand tegen Rusland te kunnen bewegen. De mensjewistische partijleider Noë Zjordania, die in 1918 regeringsvoorzitter (premier) van de onafhankelijke Democratische Republiek Georgië zou worden, vond op dat moment een opstand echter geen haalbare kaart.
In de loop van de Eerste Wereldoorlog namen de spanningen tussen het Comité en de Ottomaanse regering toe. Toen in mei 1918 de Democratische Republiek Georgië werd uitgeroepen keerden veel leden van het Comité naar Georgië terug, maar moesten velen van hen het land opnieuw verlaten nadat het land in 1921 alsnog werd ingelijfd door de Sovjet-Unie. Micheil Tsereteli en Leo Kereselidze werden in 1924 in Duitsland mede-oprichters van de Georgische verzetsbeweging Tetri Giorgi, die als opvolger van het Comité voor de Onafhankelijkheid van Georgië kan worden beschouwd. Alhoewel de werkelijke impact van het Comité voor de Onafhankelijkheid op de revolutionaire en militaire ontwikkelingen in Georgië beperkt is gebleven is de organisatie van belang geweest in het kweken van Duitse interesse in de Georgische onafhankelijkheid en de Georgisch-Duitse betrekkingen.